# Une valse pour l'empereur
Pour plus de détails, voir Fiche technique et Distribution.
Une valse pour l'empereur (titre original : Kaiserwalzer) est un film autrichien réalisé par Franz Antel, sorti en 1953.

## Synopsis
Le lieutenant Zauner, adjudant de l'archiduc Louis, a de nouveau utilisé la voiture de son patron pour rendre visite à sa petite amie, la danseuse Anni Wührer, à l'opéra impérial. Elle est déçue que Zauner ne veuille pas l'emmener à Ischl pour les vacances impériales et voyage seule.
À Ischl, Louis rencontre l'enseignante Luise Pichler quand elle et ses élèves ont chanté pour la première fois la version de Kaiserwalzer mise en musique par le professeur Resinger. Ludwig tombe amoureux de Luise et, puisqu'il est en civil, se fait passer pour le lieutenant Zauner. Les deux se rencontrent plusieurs fois et rencontrent également le capitaine Krause de Berlin sur l'alpage. L'impératrice Élisabeth apparaît sur l'alpage, les enfants lui chantent Kaiserwalzer. Elisabeth invite Luise et les enfants à interpréter Kaiserwalzer le jour de l'anniversaire de l'Empereur. Louis regarde la rencontre depuis une cachette.
Pendant ce temps, à Ischl, le pâtissier enthousiaste Zauner fait la connaissance de Mizzi, la fille du pâtissier Bachmaier. Il l'aide avec une préparation de crème à la pistache, et ils se rapprochent tous les deux quand Anni apparaît dans la pâtisserie et attrape Zauner. Grâce au capitaine Krause, Anni pense également que Zauner la trompe également avec une enseignante. Anni se plaint à l'archiduc Louis de Zauner, et il lui demande de se taire. Pour son secret, on lui promet un travail de danseuse soliste dans le ballet.
Des enchevêtrements surviennent lorsque Zauner donne à Mizzi une bague de fiançailles et Luise pense que Ludwig s'est fiancé. Ce n'est que lorsque Louis et Anni se rencontrent et qu'Anni ne le reconnaît pas que Luise croit à nouveau en l'innocence de Louis. La Cour met fin à ses vacances et Louis retourne à Vienne. La tante de Luise, Anna Riegler, soupçonne que sa nièce est malheureusement amoureuse et pense que c'est à cause de l'argent : Un lieutenant n'est autorisé à se marier que s'il a payé cher pour quitter le poste de soldat. La tante vend donc un pré à Bachmaier pour que Luise puisse payer la caution de Louis. Comme il n'y a pas assez d'argent, Louise se rend à Vienne pour demander à l'impératrice Elisabeth de renoncer au dépôt restant « pour le lieutenant Zauner ». Élisabeth laisse alors venir à elle Zauner, lequel cependant, pense que Mizzi veut payer sa caution. Elle explique à Luise qui est réellement Louis et elle s'effondre. Cependant, elle demande une dernière soirée avec Louis, ce qu'Élisabeth lui accorde. Le lendemain, Luise emballe ses affaires. Elle explique à Louis, qui les rejoint, qu'elle connaissait sa véritable identité depuis le début. Lorsque Louis quitte Luise, Resinger vient la voir et la ramène à Ischl. Un peu plus tard, cependant, Louis danse d'un air pétrifié au son de la valse impériale avec la princesse saxonne.
De retour à Ischl, il s'avère qu'une relation prudente s'amorce bel et bien entre Luise et Resinger. Les deux se retrouvent pour regarder le cortège nuptial de Zauner et Mizzi, qui se sont enfin retrouvés après tous les malentendus.

## Fiche technique
- Titre : Une valse pour l'empereur
- Titre original : Kaiserwalzer
- Réalisation : Franz Antel
- Scénario : Franz Antel, Jutta Bornemann (de), Gunther Philipp, Friedrich Schreyvogl
- Musique : Hans Lang
- Direction artistique : Heinz Ockermüller, Sepp Rothauer
- Costumes : Gerdago
- Photographie : Hans Heinz Theyer
- Son : Erwin Jennewein
- Montage : Arnfried Heyne
- Production : Erich von Neusser
- Société de production : Neusser-Film GmbH
- Société de distribution : Gloria Filmverleih
- Pays d'origine :  Autriche
- Langue : Allemand
- Format : Noir et blanc - 1,37:1 - mono - 35 mm
- Genre : Romantique
- Durée : 95 minutes
- Dates de sortie :
  -  Allemagne : 24 juillet 1953.
  -  Autriche : 10 septembre 1953.
  -  France : 14 janvier 1954[1].

## Distribution
- Willy Danek (de) : François-Joseph, empereur d'Autriche
- Maria Holst : Élisabeth, impératrice d'Autriche
- Rudolf Prack : Louis, le prince impérial
- Gunther Philipp : Lieutenant Zauner
- Winnie Markus : Luise Pichler, enseignante
- Pepi Glöckner : Anna Riegler, la tante de Luise
- Hans Holt : Resinger, enseignant à Ischl
- Paul Westermeier : Hauptmann Krause
- Angelika Hauff : Anni Wührer, danseuse de ballet
- Oskar Sima : Bachmaier, pâtissier
- Ilse Peternell : Mizzi Bachmaier, sa fille
- Erik Frey : le comte Ferry
- Erich Dörner : Gralitschek, vétérinaire
- Harry Hardt : Le prince Montenuovo
- Ellen Lauff : La comtesse Mansfeld, dame de compagnie de l'impératrice

## Production
À l'origine, Franz Antel veut adapteur l'opérette Sissy, mais Ilse Kubaschewski de Gloria Filmverleih est sceptique quant à savoir si une histoire d'amour historique entre une princesse et un empereur serait suffisamment intéressante pour le public. Au lieu de cela, elle demande une histoire d'amour entre une princesse et un homme du peuple, ou vice versa. Alors Antel invente une histoire d'amour entre un duc et une fille du peuple.
Kaiserwalzer est tourné dans le studio AFA de Graz-Thalerhof et dans le studio Ringfilm à Vienne. Les plans extérieurs sont faits à Bad Ischl, Graz et au château de Schönbrunn. Le Dia Luca-Ballett assure les danses, le Petits Chanteurs de Vienne le chant.
Le film fait de bonnes recettes. L'année suivante, Antel a tourné le film Manœuvres impériales avec Prack et Markus dans les rôles principaux et d'autres acteurs de ce film. En 1955, cependant, le producteur, auteur et réalisateur Ernst Marischka reprend l'adaptation de l'opérette et crée Sissi.